# Novomuraptàlovo
Novomuraptàlovo (en rus: Новомурапталово) és un poble de Baixkíria, a Rússia, que en el cens del 2010 tenia 1.289 habitants. Pertany al districte de Iermolàievo.